# Melanophthalma prudeki
Melanophthalma prudeki es una especie de coleóptero de la familia Latridiidae.

## Distribución geográfica
Habita en Tailandia.